# Julia Iruretagoiena
Julia Iruretagoiena Sellés (Irun, 1886 - Ciutat de Mèxic, 3 d'octubre de 1954) va ser una activista i professora socialista espanyola, que hagué d'exiliar-se a Mèxic.

## Biografia
Nascuda a Irun, era filla de qui havia estat l'alcalde republicà León Iruretagoiena Camino i de María Sellés. Es va casar amb Tomás Meabe, escriptor i fundador de les Joventuts Socialistes. Després de residir a França i Anglaterra i tenir un fill el 1912, León Meabe, que es faria químic, van tornar a Irun. Després van marxar a Madrid. El 15 de novembre de 1915 va morir el seu marit per tuberculosi. En quedar vídua, Iruretagoiena va començar a treballar en l'equip directiu de la Residència de Senyoretes. Allí, entre d'altres, va conèixer María de Maeztu, Elena Soriano i Victoria Kent. Va ser sòcia del Lyceum Club Femení, on compartia taula habitualment en el saló de te amb Victorina Durán, Matilde Calvo Rodero, Gertrude (Trudy) Graa i Isabel Espada. Va ser inspectora d'estudi i biblioteca de l'Escola de la Llar, i en la Delegació de la OIT durant la Guerra Civil; es va afiliar a l'Agrupació Socialista Madrilenya. El 30 de setembre de 1936, el seu fill va morir per l'explosió del laboratori de material de guerra on treballava.
Al juliol de 1939, Iruretagoiena va arribar a Mèxic en el vaixell Champlain, amb la seva germana i el seu pare, entre d'altres familiars. Va col·laborar en l'ajuda dels exiliats, treballant en el Comitè Femení de la Junta d'Ajuda als Republicans Espanyols (JARE) També es va dedicar a l'ensenyament d'idiomes i va treballar en l'editorial Espasa-Calpe. La seva preocupació es va centrar en els nens arribats a Morelia. El 24 d'octubre de 1941 va ser destinada a la secretaria particular del president de la Delegació mexicana de la JARE. En vida, mai no va tornar a Espanya, però les seves restes van ser repatriades el 2017 i reposen al Cementiri de Derio-Bilbao juntament amb les del seu marit i el seu fill.